# Сан-Пьетро-Муссолино
Сан-Пьетро-Муссолино (итал. San Pietro Mussolino) — коммуна в Италии, располагается в провинции Виченца области Венеция.
Население составляет 1618 человек (2008 г.), плотность населения составляет 404 чел./км². Занимает площадь 4 км². Почтовый индекс — 36070. Телефонный код — 0444.
Покровителями коммуны почитаются святые апостолы Пётр и Павел, празднование 29 июня.

## Демография
Динамика населения:

## Администрация коммуны
- Официальный сайт: http://www.comune.sanpietromussolino.vi.it/